# Giuseppe Lapy
Giuseppe Lapy (Bologna, XVIII secolo – 1782) è stato un attore teatrale italiano.

## Biografia
Barbiere di professione, iniziò a recitare nel 1752 come attore nel Teatro San Luca di Venezia con la maschera di Dottore. Sua figlia Luigia (o Luisa) (1762-1816), attrice, sposò l'attore Antonio Belloni; suo figlio Angelo, violinista, sposò l'attrice fiorentina Caterina Bresciani.
Perfetto per i ruoli comici, seppe passare con successo dalla commedia dell'arte a quella di carattere. Dal 1753 al 1770 diresse la compagnia del San Luca, dove allestì numerose novità di Carlo Goldoni, che scrisse per lui le parti di Curcuma ne La sposa persiana e di Succianespole ne Gl'innamorati.
Passò quindi, nel 1770 al Teatro Sant'Angelo, contribuendo per un decennio all'affermazione del teatro di Carlo Gozzi e alla fortuna italiana delle commedie lagrimevoli, adattando alla sua compagnia e al gusto del pubblico drammi sentimentali stranieri tradotti da Elisabetta Caminer e costruendosi così un repertorio vario e nuovo.